# حسين نيكنام
حسين نيكنام (مواليد 29 مايو 1951) هو مبارز بالسيف إيراني، مثّل بلاده في الألعاب الأولمبية الصيفية 1976.

## روابط رياضية
حسين نيكنام على موقع أوليمبيديا (الإنجليزية)